# نیسیروس
نیسیروس (به لاتین: Nisyros) یک جزیره در یونان است که در Nisyros Municipality واقع شده‌است.